# Юшин, Сергей Васильевич
Серге́й Васи́льевич Ю́шин (21 июля 1921 года — 19 августа 1990 года) — советский лётчик-штурмовик, Герой Советского Союза (1945), участник Великой Отечественной войны в должности заместителя командира эскадрильи 637-го штурмового авиационного полка 227-й штурмовой авиационной дивизии 8-го штурмового авиационного корпуса 8-й воздушной армии 4-го Украинского фронта, майор (1954).

## Биография
Родился 21 июля 1921 года в селе Старое Бадеево (ныне район в черте города Чехова Московской области) в крестьянской семье. Русский. Член КПСС с 1942 года. Окончил семь классов. Работал слесарем на машиностроительном заводе.
В 1940 году призван в ряды Красной Армии. В 1941 году окончил Кировабадскую военную авиационную школу пилотов. В боях Великой Отечественной войны с июня 1941 года. В 1942 году окончил Высшую школу воздушного боя.
Заместитель командира эскадрильи 637-го штурмового авиационного полка лейтенант С. В. Юшин к декабрю 1944 года совершил 148 боевых вылетов на штурмовку войск противника.
Указом Президиума Верховного Совета СССР от 29 июня 1945 года за образцовое выполнение заданий командования по уничтожении живой силы и техники противника и проявленные при этом мужество и героизм лейтенанту Сергею Васильевичу Юшину присвоено звание Героя Советского Союза с вручением ордена Ленина и медали «Золотая Звезда» (№ 7546).
После окончания Великой Отечественной войны продолжал службу в ВВС. С 1954 года майор С. В. Юшин — в запасе. Жил в городе Подольске Московской области. Работал старшим инженером Управления пожарной охраны Мособлисполкома. После выхода на пенсию жил в Киеве. Скончался 19 августа 1990 года.

## Награды
- Медаль «Золотая Звезда» Героя Советского Союза;
- орден Ленина;
- два ордена Красного Знамени;
- орден Богдана Хмельницкого III степени;
- орден Отечественной войны I степени;
- медали.

## Память
- Похоронен в Киеве на Лукьяновском военном кладбище.